# Гюнтер Кучманн
Гюнтер Кучманн (нім. Günter Kutschmann; 21 січня 1911, Магдебург — 13 лютого 1940, Північне море) — німецький офіцер-підводник, корветтен-капітан крігсмаріне.

## Біографія
1 квітня 1929 року вступив на флот. З 3 лютого 1938 року — командир підводного човна U-5, на якому здійснив 1 похід (24 серпня — 8 вересня 1939), з 5 грудня 1939 року — U-54. 12 лютого 1940 року вийшов у свій останній похід, а наступного дня U-54 підірвався на одному з мінних полів № 4 або № 6, встановлених британськими есмінцями «Айвенго» та «Інтрепід» у Північному морі. Всі члени екіпажу (41 особа) загинули.

## Звання
- Кандидат в офіцери (1 квітня 1929)
- Морський кадет (10 жовтня 1929)
- Фенріх-цур-зее (1 січня 1931)
- Оберфенріх-цур-зее (1 квітня 1933)
- Лейтенант-цур-зее (1 жовтня 1933)
- Оберлейтенант-цур-зее (1 червня 1935)
- Капітан-лейтенант (1 липня 1938)
- Корветтен-капітан (1 лютого 1940)

## Нагороди
- Медаль «За вислугу років у Вермахті» 4-го класу (4 роки)